# زانکت کیلیان
زانکت کیلیان (به آلمانی: St. Kilian) یک شهر در آلمان است که در هیلدبورگهاوزن واقع شده‌است. زانکت کیلیان ۳٬۱۳۹ نفر جمعیت دارد.